# Zora Jesenská

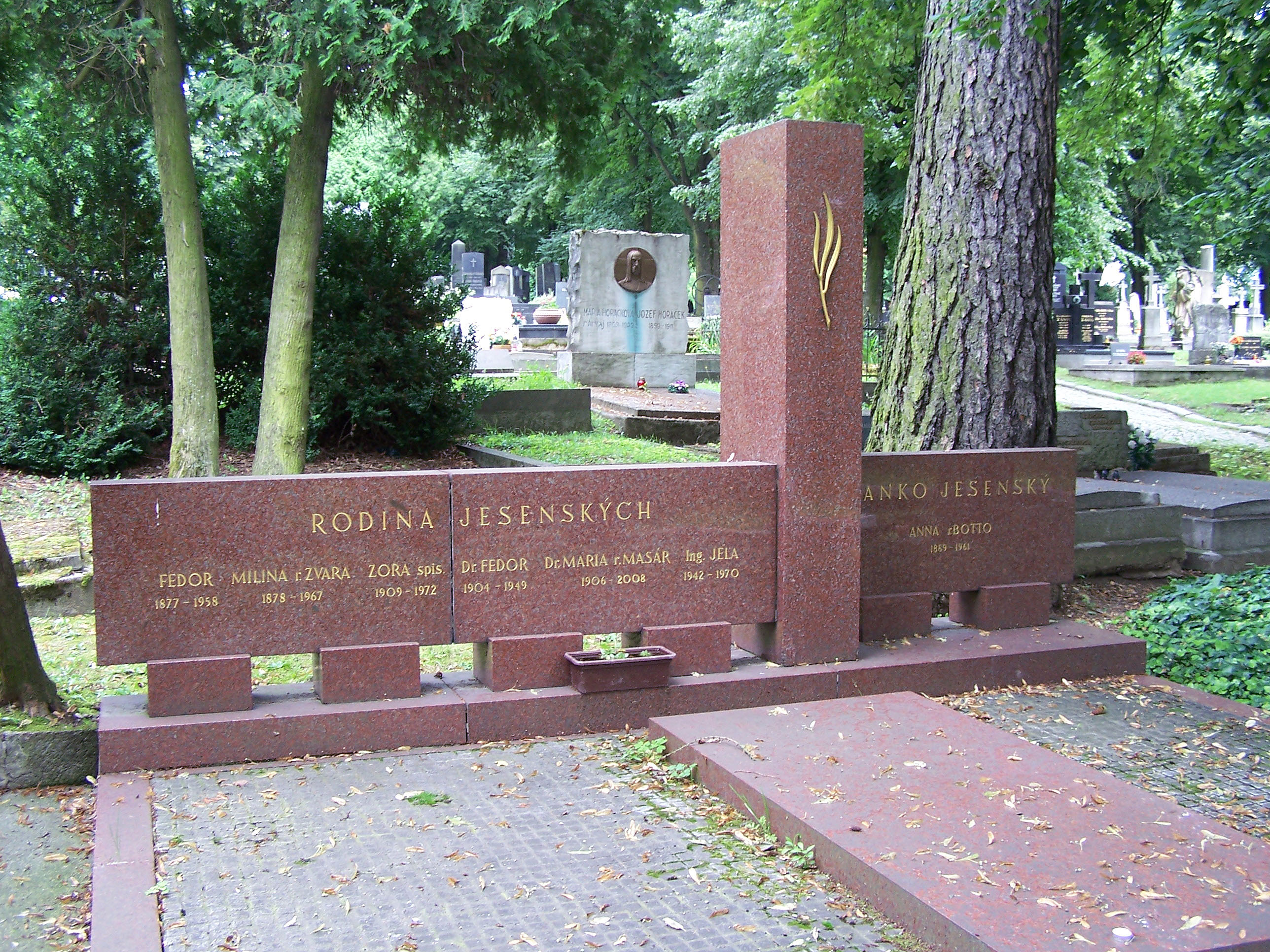
Grób na Cmentarzu Narodowym w Martinie

Zora Jesenská (ur. 3 maja 1909 w Martinie, zm. 21 grudnia 1972 w Bratysławie) – słowacka tłumaczka, publicystka i krytyk literacka.
Publikowała pod pseudonimem Neznáma čitateľka i E. Letričková
Postanowieniem Prezydenta Słowacji została pośmiertnie odznaczona Orderem Ľudovíta Štúra I klasy. 